# Ienicer

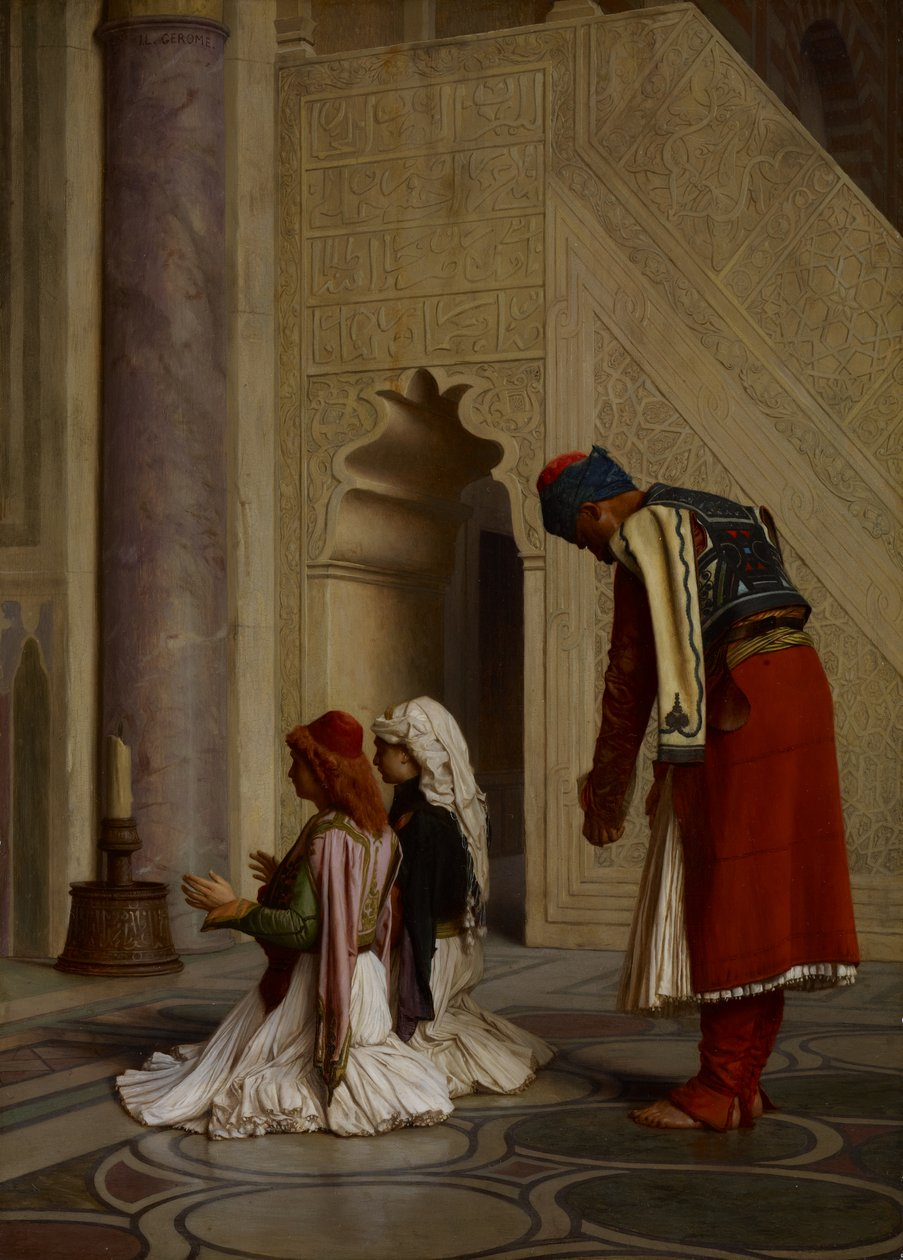
Tineri greci convertiţi la Islam în vizită la moschee

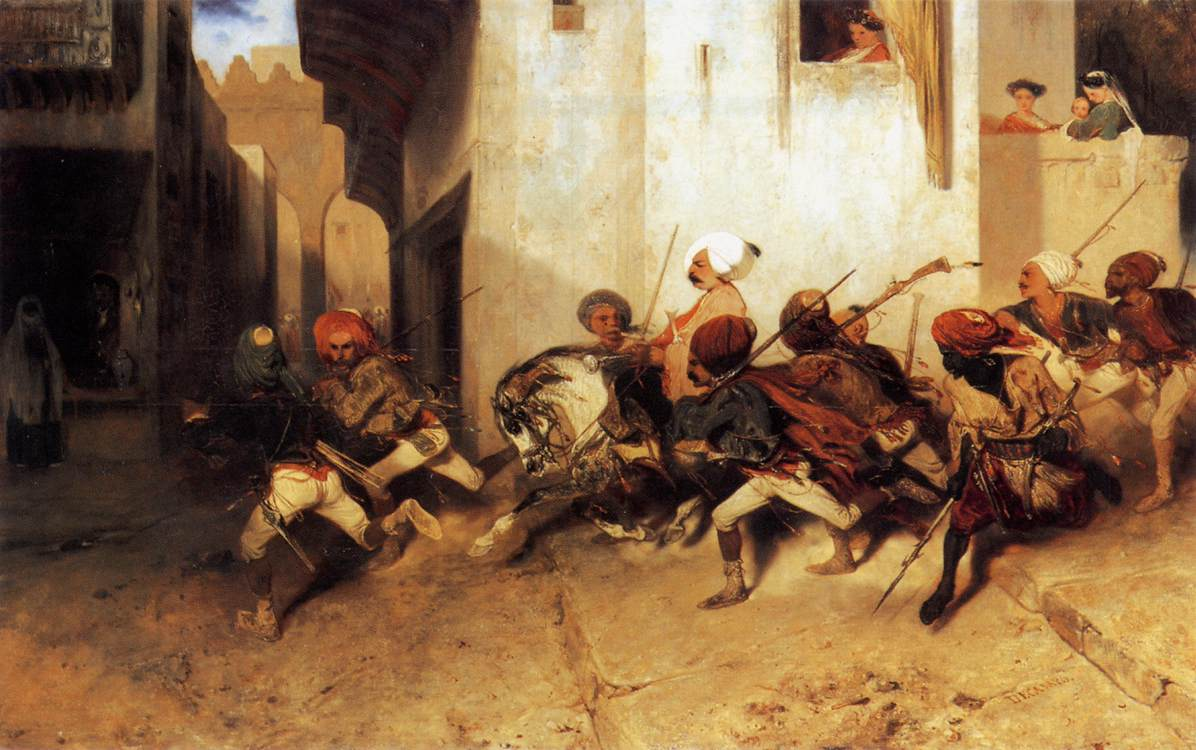
Patrulă de ieniceri în Smirna

Un ienicer era un soldat din corpul de elită al vechii infanterii turcești, recrutat la început dintre prizonierii de război, iar mai târziu dintre copiii turciți ai populațiilor creștine. 
Denumirea de ienicer este derivată din sintagma turcească "Yeni çeri", care înseamnă "noul corp (de armată)".
De la început ienicerii erau echipați cu sabie. Pe măsură ce s-a dezvoltat arta militară și atunci când a apărut praful de pușcă, ei au început să folosească și alte arme, cum ar fi muschetele. În armata turcească ei ocupau locul întâi. Cea mai răspândită tactică de folosire a lor a fost de atacul pe neașteptate. Ienicerii nu au fost învățați să stea călare pe cai și prin consecință erau vulnerabili în fața regimentelor de cavalerie. Ienicerii au fost desființați în anul 1826 printr-un decret al sultanului Mahmud al II-lea, care a început un program de modernizare al armatei turcești, pe modelul forțelor armate occidentale.

## Tributul sângelui
Folosind o lege numită devșirme, care încălca însăși preceptele islamului, din teritoriile cucerite sau tributare turcilor, inclusiv din teritoriile creștine, otomanii luau copiii cei mai dezvoltați dintre cei de până la 7 ani, pentru a servi în armata otomană.
Majoritatea ienicerilor proveneau din rândul acestor copii, luați cu forța din sânul familiilor.